# Tansen (Népal)
Tansen (népalais : तानसेन) est une ville du Népal située dans la zone de Lumbinî et chef-lieu du district de Palpa. La ville est située entre Butwal et Pokhara, à une altitude de 1 350 mètres. Au recensement de 2011, la ville comptait 29 095 habitants.
La ville médiévale a été proposée en 2008 pour une inscription au patrimoine mondial et figure sur la « liste indicative » de l’UNESCO dans la catégorie patrimoine culturel.

## Patrimoine
- Le Palais de Tansen, centre administratif et musée
- Rani Mahal, ancienne résidence royale au bord de la Kali Gandaki
- Le temple Palpa Bhairab.
- Le lac Satyawati
- Ghorbanda, le village de potiers
- le village magar typique : Chilangdi